# Xiangtang (köping i Kina, Hebei)
Xiangtang (kinesiska: 响嘡镇, 响嘡) är en köping i Kina. Den ligger i provinsen Hebei, i den norra delen av landet, omkring 200 kilometer öster om huvudstaden Peking.
Genomsnittlig årsnederbörd är 805 millimeter. Den regnigaste månaden är augusti, med i genomsnitt 205 mm nederbörd, och den torraste är januari, med 2 mm nederbörd.